# Imbuto

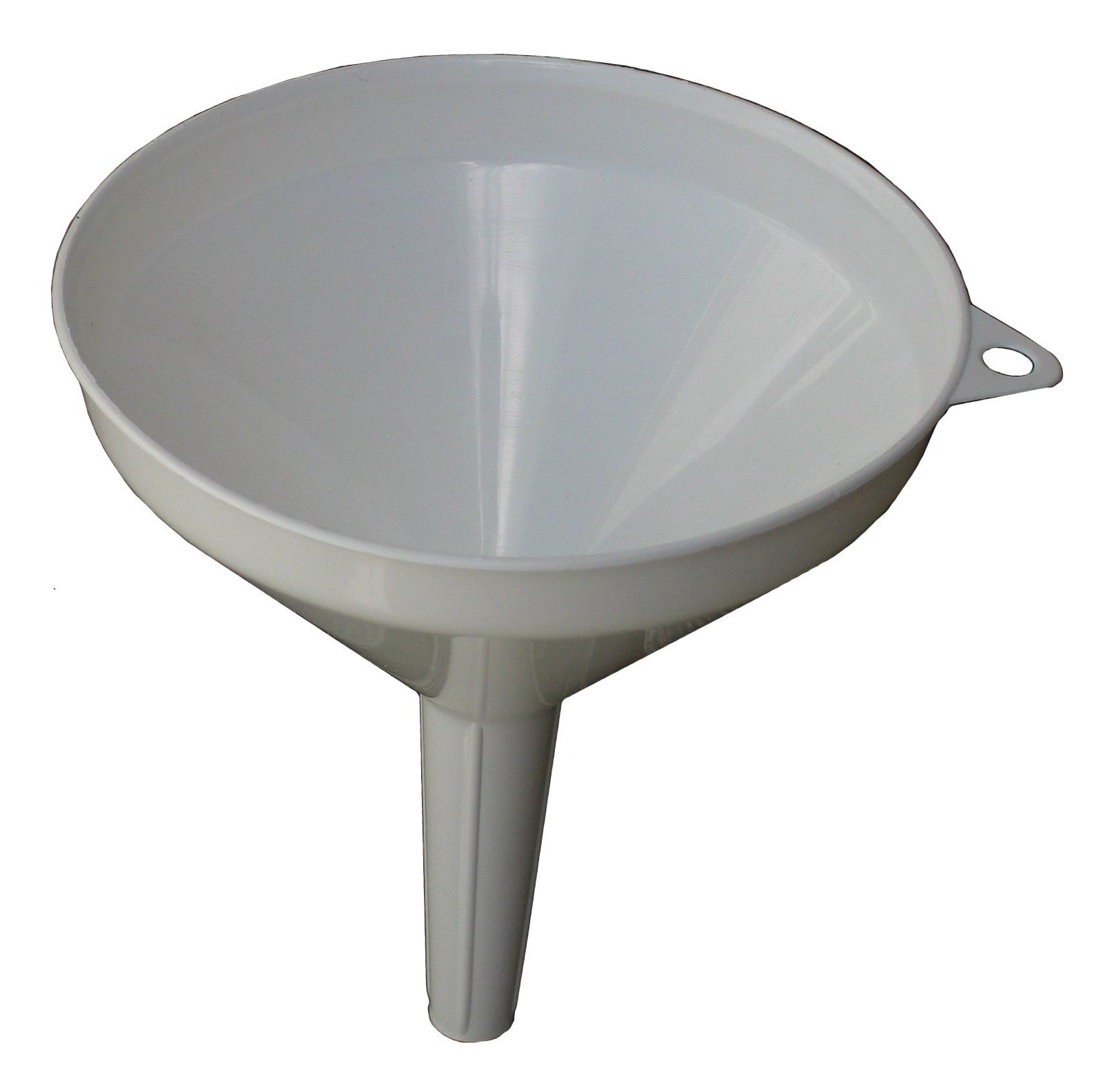
Imbuto da cucina

L'imbuto è uno strumento usato per travasare liquidi in contenitori dall'imboccatura stretta. 

## Descrizione
Ha forma conica, precisamente è formato dall'assemblaggio di due tronchi di cono, uno con imboccatura larga per ricevere e uno molto più stretto per incanalare i liquidi nel contenitore da riempire. I materiali che lo costituiscono sono: metallo, plastica, vetro. Può essere dotato di un piccolo manico, per tenerlo o appenderlo, e di una retina, posta nel punto di congiunzione tra coppa e gambo, che serve da filtro.

## Utilizzo nella chimica

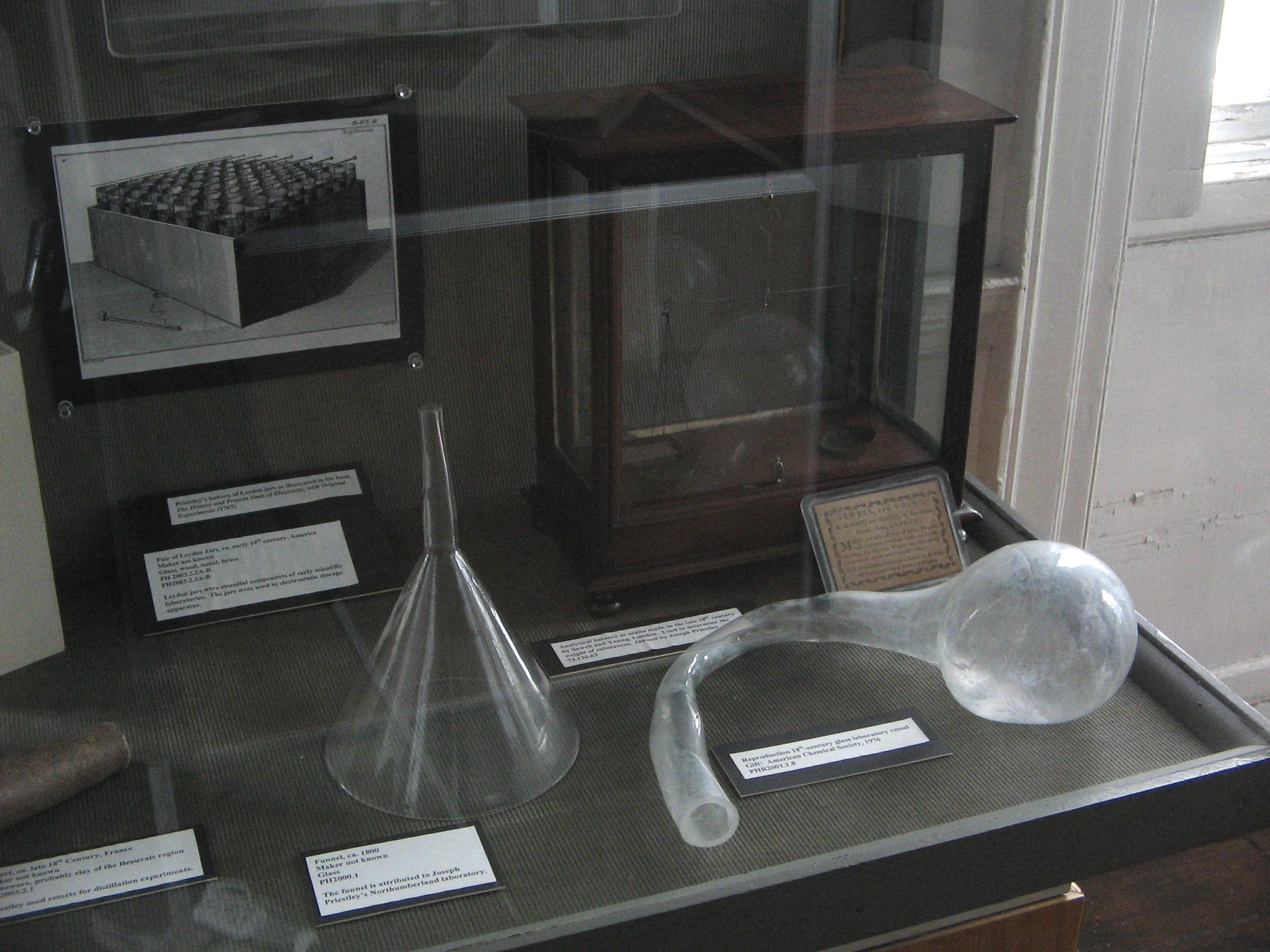
Imbuto chimico e pallone caudato

Per travasare sostanze chimiche in provette o piccoli cilindri graduati, viene utilizzato l'imbuto chimico. È sostanzialmente uguale a quello da cucina, solo che è fatto in vetro per garantire un perfetto lavaggio e la più totale pulizia e inerzia con qualsiasi sostanza. In quanto alla forma è composto da un cono abbastanza grande (coppa) più alta rispetto a quello da cucina, che confluisce in un tubo perfettamente cilindrico.

## Nella cultura di massa
L'imbuto rovesciato, nel medioevo, era simbolo di pazzia come si può vedere nei dipinti del pittore fiammingo Hieronymus Bosch: Concerto nell'uovo, Trittico delle Tentazioni di sant'Antonio, L'estrazione della pietra della follia e Allegoria dei piaceri.
Nel romanzo per ragazzi Il meraviglioso mago di Oz, di L. Frank Baum, l'uomo di latta ha come copricapo un imbuto.
Gli "mbuti" sono tra i temi preferiti dalla presentatrice Vulvia, uno dei più noti personaggi di Corrado Guzzanti (2001): compaiono nei documentari di "Rieducational Channel" e negli spezzoni di "Intervallo" paesaggistico
.